# Shinty
Shinty (skotsk gaeliska: camanachd) är en keltisk bollidrott från Skottland. Spelet, som utförs med en speciell klubba och en boll, tillhör föregångarna till både landhockey och ishockey. Shinty utvecklades själv ur (föregångarna till) hurling och bandy och räknas av vissa som Skottlands nationalidrott. Den organiserades 1893.

## Regler och namn
Denna utomhusidrott utförs av i 90 minuter långa matcher mellan två 12-mannalag, varav en alltid är målvakt. Underlaget är gräs, och spelplanen är maximalt 155x73 meter stor. De båda målen (hails) är 3,66 x 3,05 meter stora. Den lilla hårda, läderklädda bollen slås av den böjda klubban (caman) i slag som kan vara upp till 100 meter långa.
Den ordinarie speldagen inom shinty är lördag.
Idrotten är på engelska vanlig benämnd shinty, även om också shinny och shinney används. På skotsk gaeliska heter idrotten camanachd, alternativt iomain.

## Historia
Idrotten är snabb och fysisk, utvecklad från hurling och bandy och senare vidareutvecklad till landhockey. De äldsta rötterna sägs vara daterade till 500-talet, även om ett mer dokumenterat ursprung nämner 1600-talet och idrottsevenemang mellan skotska höglandsklaner. Även ishockey har rötterna i shinty, genom att skotska utvandrare till Nova Scotia skapade en variant av idrotten för spel på is.

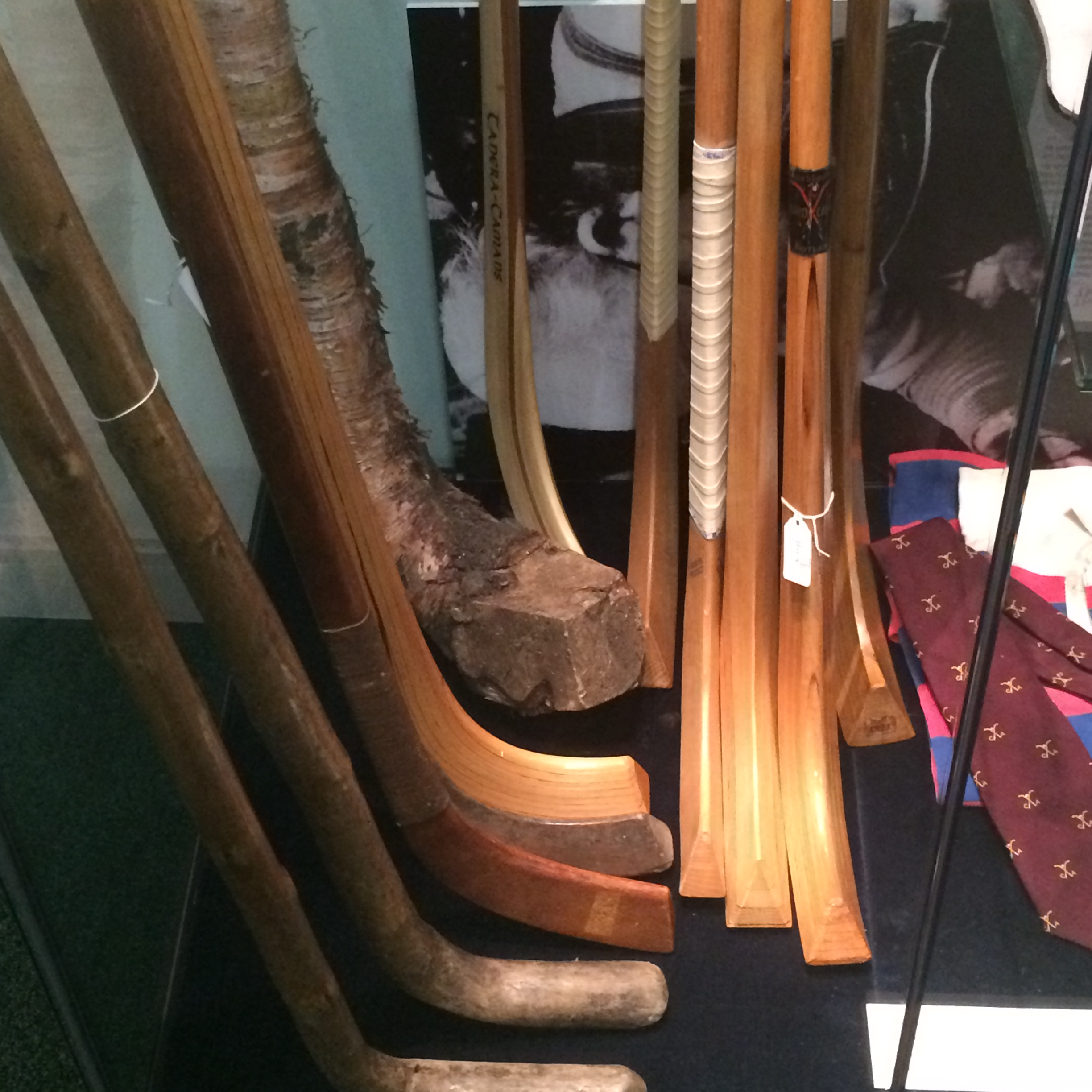
Shintyklubban har ändrat utseende genom historien.

I Skottland, där den ibland räknas som nationalsport, utövas shinty numera av cirka 40 olika föreningar. Det spelas av herr- eller damlag, i seriespel eller cupform. De viktigaste cuperna inom idrotten är Camanachd Cup (för herrlag, sedan 1895) och Valerie Fraser Cup, vilka båda avgörs i september månad.
Derbyt mellan Kingussie och Newtonmore är kanske det mest klassiska mötet på klubbnivå. Klubbarna hör hemma i byar endast 5 kilometer från varandra, i Cairngorms nationalpark. Kingussie är den mest framgångsrika klubben inom shinty.
Shinty spelas regelbundet endast i Skottland. En årlig match i oktober utspelas dock mellan spelare av shinty och det besläktade hurling (från Irland), enligt en variant av båda idrotternas regler. Matchen kan jämföras med motsvarande årliga evenemang mellan spelare av australisk och gaelisk fotboll.
Shinty organiseras av Camanachd Association (CA), och stipuleras enligt dennas byelaws. Variationer av dessa grundregler finns dock för dam-, barn- och ungdomslag. Camanachd Association bildades 10 oktober 1893 vid ett möte i Victoria Hall i Kingussie (Skotska högländerna). Vid denna tid var idrotten i en expansiv fas, och vid tiden för det bildande mötet fanns 33 erkända shintyklubbar. CA kom till som en lösning för de olika regelverk som hade etablerats gällande shinty i Skottlands olika delar. Vid sidan av Glasgow Celtic Society (vars shintyturnering startats 1879) fanns då ingen samlande organisationen för idrotten. Vid mitten av 1900-talet gjordes en större omorganisation av CA.